# 弓壳科
弓壳科（學名：Cyrtonellidae），又名弓錐螺科，是單板綱之下的一個分類，具體分類未明，可能代表其姊妹分類，又或是一個並系群。

## 分類
彼得·華格納認為Isospiridae是罩螺綱之下的Cyrtonellidae的同義詞。The Paleobiology Database接受了華格納這個在當時（2010年2月）還未正式出版的研究。與此相對的另類系統分類表達是：
- Tergomya、
- Cyrtonellida及
- Cyrtonellidae。